# Ismael Urtubi
Ismael Urtubi Arostegi (Barakaldo, 24 maggio 1961) è un allenatore di calcio ed ex calciatore spagnolo di origini basche, di ruolo centrocampista.

## Carriera

### Giocatore

#### Club
Cresciuto nella cantera dell'Athletic Bilbao, debutta in prima squadra con il Bilbao Athletic nella stagione 1977-1978. Dopo due anni viene mandato in prestito al Mungia, facendo ritorno ancora nella squadra riserve. Il 2 novembre 1980 debutta con l'Athletic in Primera División spagnola nella partita Sporting Gijon-Athletic Bilbao 1-1. L'anno successivo tuttavia va in prestito prima al Maiorca e poi alla Margaritense, tornando ai baschi al termine della stagione.
Da quel momento diventa un punto fisso nella formazione titolare totalizzando, in dieci stagioni, 276 presenze (210 in campionato) condite da 37 reti, vincendo due campionati, una Supercoppa di Spagna ed una Coppa del Re.
Nel 1992-1993 scende nelle categorie inferiori, accasandosi al Balmaseda e terminando la carriera due anni più tardi nello Zalla.

#### Nazionale
È stato convocato con la nazionale spagnola in due occasioni. Il suo debutto risale al 14 novembre 1984 nella partita Scozia-Spagna 3-1, valida per le qualificazioni al Campionato mondiale di calcio 1986
Conta inoltre una presenza con la Selezione di calcio dei Paesi Baschi.

### Allenatore
Intraprende poi la carriera di allenatore, guidando lo Zalla in due separate esperienze intervallate da una stagione al Mirandés.

## Palmarès

### Club
- Campionato spagnolo: 2

Athletic Bilbao: 1982-1983, 1983-1984
- Coppa di Spagna: 1

Athletic Bilbao: 1983-1984
- Supercoppa di Spagna: 1

Athletic Bilbao: 1984